# Sofie Amalie Klougartová
Sofie Amalie Klougartová (nepřechýleně Sofie Amalie Klougart; * 1987) je dánská fotografka a vizuální umělkyně.

## Životopis
Klougartová se narodila v roce 1987 a vyrostla v oblasti Mols. V roce 2013 absolvovala obor fotožurnalistika na Dánské škole médií a žurnalistiky a pracuje jako fotografka a vizuální umělkyně na volné noze. Poskytla fotografie mimo jiné Dagbladet Information a The New York Times. Je také spojena s Grundtvigs Højskole jako učitelka fotografie.
Když se Klougartová ještě vzdělávala, vyhrála cenu v soutěži Press Photo of the Year se sérií fotografií z letního skupinového setkání Dánské lidové strany. Znovu zvítězila v roce 2012 v otevřené kategorii, s fotoseriálem z dánských swingers klubů.
Nominována byla také v roce 2014 v kategorii Reportáž Dánsko a znovu v roce 2015 v kategorii Reportáž ze zahraničí.
Klougartová vystavovala v Muzeu současného umění, v umělecké síni Fotografisk Center a na cenzurovaných výstavách Podzimní výstava umělců ve Volné výstavní budově a na Jarní výstavě 2018 v Kunsthal Charlottenborg.